# Tornado Luxembourg
Tornado Luxembourg ist ein luxemburgischer Eishockeyklub, der seit der Saison 2005/06 am Spielbetrieb der französischen Division 3 teilnimmt. Der 1987 gegründete Verein trägt seine Heimspiele im 1.000 Zuschauer fassenden Patinoire de Kockelscheuer aus.

## Geschichte
Tornado Luxembourg gelang in seiner Premierensaison 1987/88 als Zweitplatzierter in der Qualifikation die Teilnahme an der damaligen viertklassigen Regionalliga-Mitte im Spielbetrieb der Bundesrepublik Deutschland. In der Saison 1988/89 nahmen die Luxemburger zum ersten und einzigen Mal am Spielbetrieb der Regionalliga Mitte teil, stiegen als Achter jedoch umgehend in die Rheinland-Pfalz-Liga ab, in der sie bis 2005 spielten. Daraufhin schloss sich der Verein dem französischen Ligensystem an, in dem sie seither in der viertklassigen Division 3 antreten. Die 1b nimmt seit einigen Jahren wieder an der Regionalliga Rheinland-Pfalz teil.
Aktuelle Präsidentin ist Monique Scheier, welche auch im Organisationscommitée der IIHF tätig ist.
Aufgrund der geringen Zahl luxemburgischer Eishockeymannschaften stellt Tornado Luxembourg bei den internationalen Turnieren der Nationalmannschaft stets einen Großteil der Spieler. Aus dem Kader bei der D-Weltmeisterschaft 2009 stellte Tornado Luxembourg insgesamt acht Spieler.

## Europapokalspiele
| Wettbewerb                 | Runde    | Gegner         | Spiel 1 | Spiel 2 |  |
| -------------------------- | -------- | -------------- | ------- | ------- |  |
|                            |          |                |         |         |  |
| Eishockey-Europapokal 1995 | 1. Runde | CH Txuri Urdin | 2:2     | 4:5     |  |